# Narçà
Narçà és una partida rural del terme municipal de Conca de Dalt, al Pallars Jussà, a cavall dels antics termes d'Aramunt, en territori que havia estat del poble d'Aramunt, i de Claverol, en territori del poble de Sant Martí de Canals.
És al nord d'Aramunt, a l'entorn i al nord-oest del Serrat de Narçà, a l'esquerra del barranc de Miret, sobretot al costat de llevant de la Carretera d'Aramunt un cop aquesta ha passat al sud del barranc de Miret.
Consta de 37,5129 hectàrees (16,6847 en terres de l'antic terme d'Aramunt i 20,8282 en el de Claverol) d'una diversitat de terres gran: hi predominen els conreus de secà, però hi ha també pinedes, oliveres, ametllers, pastures, zones de matoll i de bosquina, i trossos improductius. Aquesta partida conté la masia de Casa Oliva.